# Grupp C i Europamästerskapet i fotboll för damer 2009
Grupp C i Europamästerskapet i fotboll för damer 2009 spelades mellan den 25 och 31 augusti 2009.

## Tabell
| Nr | Lag      | S | V | O | F | GM | IM | MS | P |
| -- | -------- | - | - | - | - | -- | -- | -- | - |
| 1  | Sverige  | 3 | 2 | 1 | 0 | 6  | 1  | +5 | 7 |
| 2  | Italien  | 3 | 2 | 0 | 1 | 4  | 3  | +1 | 6 |
| 3  | England  | 3 | 1 | 1 | 1 | 5  | 5  | 0  | 4 |
| 4  | Ryssland | 3 | 0 | 0 | 3 | 2  | 8  | −6 | 0 |

## Matcher

### England mot Italien
| 5 | 25 augusti 2009 17:30 UTC+3 | Lahtis stadion000 Lahtis000 |

|                          | England         | 1 – 2                                   | Italien |  |
| Fara Williams 38′ (str.) | (1 – 0) Rapport | 56′ Patrizia Panico 82′ Alessia Tuttino |         |  |
|                          |                 |                                         |         |  |

|  |  |  |

| Domare: Bibiana Steinhaus (Tyskland) Ass. domare: Marina Wozniak (Tyskland) Corinne Nadine Lagrange (Frankrike) Fjärdedomare: Christina Westrum Pedersen (Norge) | Publik: 2 950 |  |

### Sverige mot Ryssland
| 6 | 25 augusti 2009 20:00 UTC+3 | Veritas Stadion000 Åbo000 |

|                                                                      | Sverige         | 3 – 0 | Ryssland |  |
| Charlotte Rohlin 5′ Victoria Sandell Svensson 15′ Caroline Seger 82′ | (2 – 0) Rapport |       |          |  |
|                                                                      |                 |       |          |  |

|  |  |  |

| Domare: Kirsi Heikkinen (Finland) Ass. domare: Tonja Weckström (Finland) Maria Luisa Villa (Spanien) Fjärdedomare: Cristina Dorcioman (Rumänien) | Publik: 4 697 |  |

### Italien mot Sverige
| 12 | 28 augusti 2009 17:30 UTC+3 | Veritas Stadion000 Åbo000 |

|  | Italien         | 0 – 2                                 | Sverige |  |
|  | (0 – 2) Rapport | 9′ Lotta Schelin 19′ Kosovare Asllani |         |  |
|  |                 |                                       |         |  |

|  |  |  |

| Domare: Bibiana Steinhaus (Tyskland) Ass. domare: Marina Wozniak (Tyskland) Corinne Nadine Lagrange (Frankrike) Fjärdedomare: Christina Westrum Pedersen (Italien) | Publik: 5 947 |  |

### England mot Ryssland
| 13 | 28 augusti 2009 20:00 UTC+3 | Finnair Stadium000 Helsingfors000 |

|                                                   | England         | 3 – 2                                       | Ryssland |  |
| Karen Carney 24′ Eniola Aluko 32′ Kelly Smith 42′ | (3 – 2) Rapport | 2′ Ksenia Tsybutovitj 22′ Olesia Kurotjkina |          |  |
|                                                   |                 |                                             |          |  |

|  |  |  |

| Domare: Dagmar Damková (Tjeckien) Ass. domare: Ella De Vries () Maria Luisa Villa (Spanien) Fjärdedomare: Efthalia Mitsi (Grekland) | Publik: 1 462 |  |

### Ryssland mot Italien
| 17 | 31 augusti 2009 19:00 UTC+3 | Olympiastadion000 Helsingfors000 |

|  | Ryssland        | 0 – 2                                    | Italien |  |
|  | (0 – 0) Rapport | 77′ Melania Gabbiadini 93′ Tatiana Zorri |         |  |
|  |                 |                                          |         |  |

|  |  |  |

| Domare: Gyöngyi Krisztina Gaál (Ungern) Ass. domare: Judit Kulcsár (Ungern) Marina Wozniak (Tyskland) Fjärdedomare: Efthalia Mitsi (Grekland) | Publik: 1 112 |  |

### Sverige mot England
| 18 | 31 augusti 2009 19:00 UTC+3 | Veritas Stadion000 Åbo000 |

|                                      | Sverige         | 1 – 1          | England |  |
| Victoria Sandell Svensson 40′ (str.) | (1 – 1) Rapport | 28′ Faye White |         |  |
|                                      |                 |                |         |  |

|  |  |  |

| Domare: Kateryna Monzul (Ukraina) Ass. domare: Maria Luisa Villa (Spanien) Lada Rojc (Kroatien) Fjärdedomare: Christina Westrum Pedersen (Norge) | Publik: 6 142 |  |